# Кулаковский, Генрих Казимирович
Ге́нрих Казими́рович Кулако́вский (1808, Слуцк — 7 января 1890) — русский врач, статский советник, доктор медицины и профессор военной Медико-хирургической академии в Санкт-Петербурге (ныне Военно-медицинская академия имени С. М. Кирова).

## Биография
После окончания гимназии в Слуцке, в 1825 поступил в Виленский университет, где изучал сначала математику, затем юриспруденцию и, наконец, перешёл к изучению медицины. В 1837 — ассистент клиники внутренних болезней, а также прозектор. В 1842 доктор медицины, тогда же перешёл в Петербург, адъюнктом в клинику Мяновского и открыл курс чтений по болезням кожи. С 1849 экстра-, а с 1852 ординарный профессор фармакологии, но вместе с тем продолжал чтения по болезням кожи и организовал первую в России специальную больницу для лечения больных с кожными болезнями.

## Сочинения
- De heiloplastice et stomatopoesi. Dissert. inang. Vilnae 1842. 8°
- De plica (Воен. мед. журн. 1846, ч. 48)
- De pathogenia plicae. Petropoli 1847. 8°
- Considerations generales sur la vie organique (Memoires envoyé à l’Academie de Medicine de Paris 1862)